# Angelo Vanhoni
Angelo Carlos Vanhoni (Paranaguá, 19 de junho de 1955) é um professor, sindicalista e político brasileiro filiado ao Partido dos Trabalhadores. Já exerceu os mandatos de vereador em Curitiba (1989–1994), deputado estadual (1995–2006) e deputado federal (2007–2015). Assumiu novamente a vaga de vereador pela capital paranaense, em 2023, com as renúncias de Carol Dartora e Renato Freitas às suas respectivas cadeiras na Câmara Municipal de Curitiba para exercer novos mandatos na Assembleia Legislativa do Paraná e na Câmara dos Deputados.

## Biografia
Natural de Paranaguá, é filho de Vidal Vanhoni e de Valéria Samy de Sousa, neto de Joaquim Vanhoni e Maria Mantovani Vanhoni. Em Curitiba frequentou o curso de Filosofia na Pontifícia Universidade Católica do Paraná (PUC-PR), transferindo-se em seguida para o curso de Letras na Universidade Federal do Paraná (UFPR), onde se formou no final dos anos 70. Após formar-se tornou-se professor de língua portuguesa no ensino médio da rede pública estadual. Ingressou no extinto Banestado (Banco do Estado do Paraná), a qual foi funcionário, instituição estatal paranaense que foi adquirida pelo banco Itaú.
Disputou a prefeitura de Curitiba, pelo Partido dos Trabalhadores em 1996, 2000 e 2004, não obtendo sucesso. 
Eleito deputado federal em 2006, teve na Educação e na Cultura os principais temas do mandato, tendo presidido a Comissão de Educação e Cultura em 2010. Forte defensor do conceito de Cultura como direito social, Vanhoni colaborou decisivamente para a elaboração do Sistema Nacional de Cultura e foi indicado pelo PT para o cargo de relator do Plano Nacional de Educação, que estabelecerá metas para o setor até 2020.
Em 2011 iniciou seu segundo mandato de deputado federal. Nas eleições de 2014, tentou o seu terceiro mandato mas não conseguiu se eleger, ficando como primeiro suplente de sua coligação (PT/PDT/PRB/PTN/PCdoB).
Tentou se eleger novamente como vereador na eleição municipal de Curitiba em 2016, mas acabou não obtendo sucesso e permaneceu na primeira suplência da chapa do Partido dos Trabalhadores. Após as eleições de 2020, ocupou a segunda suplência da chapa do PT, mas com as eleições de Renato Freitas para a Assembleia Legislativa do Paraná e Carol Dartora para a Câmara dos Deputados no pleito de 2022, acabou assumindo seu terceiro mandato como vereador em fevereiro de 2023.

## Desempenho eleitoral
| Ano  | Eleição               | Coligação                                                        | Partido | Candidato a       | Votos            | Resultado                |
| ---- | --------------------- | ---------------------------------------------------------------- | ------- | ----------------- | ---------------- | ------------------------ |
| 1988 | Municipal de Curitiba | PT, PV                                                           | PT      | Vereador          | 3.470 (0,73%)    | Eleito                   |
| 1990 | Estadual no Paraná    | Frente Brasil Popular (PT, PSB)                                  | PT      | Deputado estadual | 5.218 (0,13%)    | Suplente                 |
| 1992 | Municipal de Curitiba | Frente Curitiba Popular (PT, PCN)                                | PT      | Vereador          | 2.931 (0,44%)    | Eleito                   |
| 1994 | Estadual no Paraná    | Frente Brasil Popular Paranaense (PT, PSB, PCdoB, PPS, PSTU)     | PT      | Deputado estadual | 9.468 (0,30%)    | Eleito                   |
| 1996 | Municipal de Curitiba | Frente Curitiba Popular (PT, PCB, PCdoB, PV)                     | PT      | Prefeito          | 83.052 (10,95%)  | Não eleito (3º lugar)    |
| 1998 | Estadual no Paraná    | Mais Paraná (PMDB, PDT, PT, PV, PCB, PCdoB, PAN, PMN, PSN, PRTB) | PT      | Deputado estadual | 44.669 (1,09%)   | Eleito                   |
| 2000 | Municipal de Curitiba | Curitiba Vida Melhor (PT, PCdoB, PCB, PHS, PMN, PPS, PV)         | PT      | Prefeito          | 304.902 (35,37%) | Segundo turno (2º lugar) |
| 2000 | Municipal de Curitiba | Curitiba Vida Melhor (PT, PCdoB, PCB, PHS, PMN, PPS, PV)         | PT      | Prefeito          | 436.270 (48,52%) | Não eleito               |
| 2002 | Estadual no Paraná    | Renova Paraná (PT, PHS, PL, PCdoB, PCB)                          | PT      | Deputado estadual | 130.150 (2,51%)  | Eleito                   |
| 2004 | Municipal de Curitiba | Tá na hora, Curitiba! (PT, PTB, PMDB, PSC, PCdoB, PCB)           | PT      | Prefeito          | 292.965 (31,18%) | Segundo turno (2º lugar) |
| 2004 | Municipal de Curitiba | Tá na hora, Curitiba! (PT, PTB, PMDB, PSC, PCdoB, PCB)           | PT      | Prefeito          | 408.163 (45,22%) | Não eleito               |
| 2006 | Estadual no Paraná    | Paraná Unido (PT, PL, PCdoB, PRB, PAN, PHS)                      | PT      | Deputado federal  | 111.036 (2,07%)  | Eleito                   |
| 2010 | Estadual no Paraná    | União pelo Paraná (PDT, PMDB, PT, PR, PCdoB)                     | PT      | Deputado federal  | 108.886 (1,92%)  | Eleito                   |
| 2014 | Estadual no Paraná    | Paraná Sempre em Frente (PT, PDT, PRB, PTN, PCdoB)               | PT      | Deputado federal  | 65.705 (1,16%)   | Suplente                 |
| 2016 | Municipal de Curitiba | sem coligação                                                    | PT      | Vereador          | 4.257 (0,48%)    | Suplente                 |
| 2020 | Municipal de Curitiba | sem coligação                                                    | PT      | Vereador          | 4.034 (0,51%)    | Suplente                 |
| 2024 | Municipal de Curitiba | Federação Brasil da Esperança (PT, PCdoB, PV)                    | PT      | Vereador          | 9.176 (1,02%)    | Eleito                   |